# Teatro Ermanno Fabbri
Il Teatro Ermanno Fabbri è un teatro contemporaneo della città di Vignola, costruito ex novo dove sorgeva l’ex cinema Ariston. La sua realizzazione la si deve al gruppo industriale Fabbri spa che ne ha finanziato la costruzione iniziata nel 2005 e ultimata nel 2010. L’involucro vede una scena, separata dalla sala, la quale è dotata di una platea decliviata sormontata da una galleria, entrambe predisposte per ospitare 468 spettatori.
La struttura risulta antisismica secondo il dettato legislativo previsto dalle N.T.C. 2008 e porta la firma dell’ingegnere Philippe de Schryver
L’intervento architettonico è dell’architetto Carlo Armani, la progettazione scenotecnica (luci, audio, video, e meccanica di scena) è stata realizzata dall’ingegnere Giorgio Molinari (Molpass) che ne ha curato gli aspetti funzionali sia della torre scenica che della sala. Il teatro dispone di un palcoscenico con dimensioni 14m (larghezza) e 11m (profondità), reso in parte sbotolabile nella zona centrale, abbinato ad una fossa orchestrale formata da una piattaforma elevatrice motorizzata con 4 attuatori spiralift,  avente dimensioni di 13,8m (larghezza) e 2,9m (profondità). 

## Descrizione
La meccanica scenica inferiore è stata concepita per permettere diverse configurazioni polimorfe delle superfici, sia di scena che di sala. Infatti la variazione di quota della piattaforma orchestrale permette di prolungare la platea oltre il proscenio e, viceversa, la platea in somma alla superficie della fossa orchestrale per ottenere ulteriori sedute anteriori. Oltre a ciò, è possibile un ulteriore prolungamento del palcoscenico su tutta la superficie della sala mediante una dotazione di pianali praticabili, opportunamente realizzati, che possono essere facilmente collocati sulla gradinata di platea collimando in tal modo palco-fossa-praticabili.
La meccanica scenica superiore, all’interno del palcoscenico, dispone di una innovativa graticcia a quota 16,4m,  con tagli all’italiana (paralleli al proscenio) e due tagli alla tedesca (ortogonali al proscenio),  aventi passo 15 cm (8 pieno + 7 vuoto), con asolature prespaziate per collocare le carrucole dei tiri manuali.  Sull’impalcato di graticcia, in corrispondenza dei due tagli ortogonali, insiste un impianto complesso di sollevamento per tiri motorizzati traslabili Montratt su cui sono presenti una serie di paranchi elettrici, dotati di organo di sollevamento a catena ed a banda d’acciaio a velocità variabile.
A completamento delle infrastrutture della torre scenica sono presenti due ordini di ballatoi perimetrali collocati alla quota di + 3,7m e + 6,7m su cui è possibile organizzare e controllare qualsiasi evenienza macchinistica di spettacolo.
La meccanica scenica superiore della sala dispone, in corrispondenza della fossa orchestrale, di un graticcino praticabile dagli addetti ai lavori, con tagli all’italiana aventi medesima geometria della graticcia principale. Questa infrastruttura è dotata di due monovie di corsa su cui sono ancorate le prime americane fuori dal palcoscenico.  Particolare attenzione è stata rivolta nella realizzazione del plafone della sala, il quale dispone di riflettori acustici lignei, abbinati a passerelle praticabili in acciaio per il posizionamento di apparecchi di illuminazione e il controllo di una coppia di americane di sala motorizzate.
Dalla sua riapertura del 2010 il Teatro Fabbri è uno dei 7 Teatri gestiti dall'ERT - Emilia Romagna Teatro Fondazione.

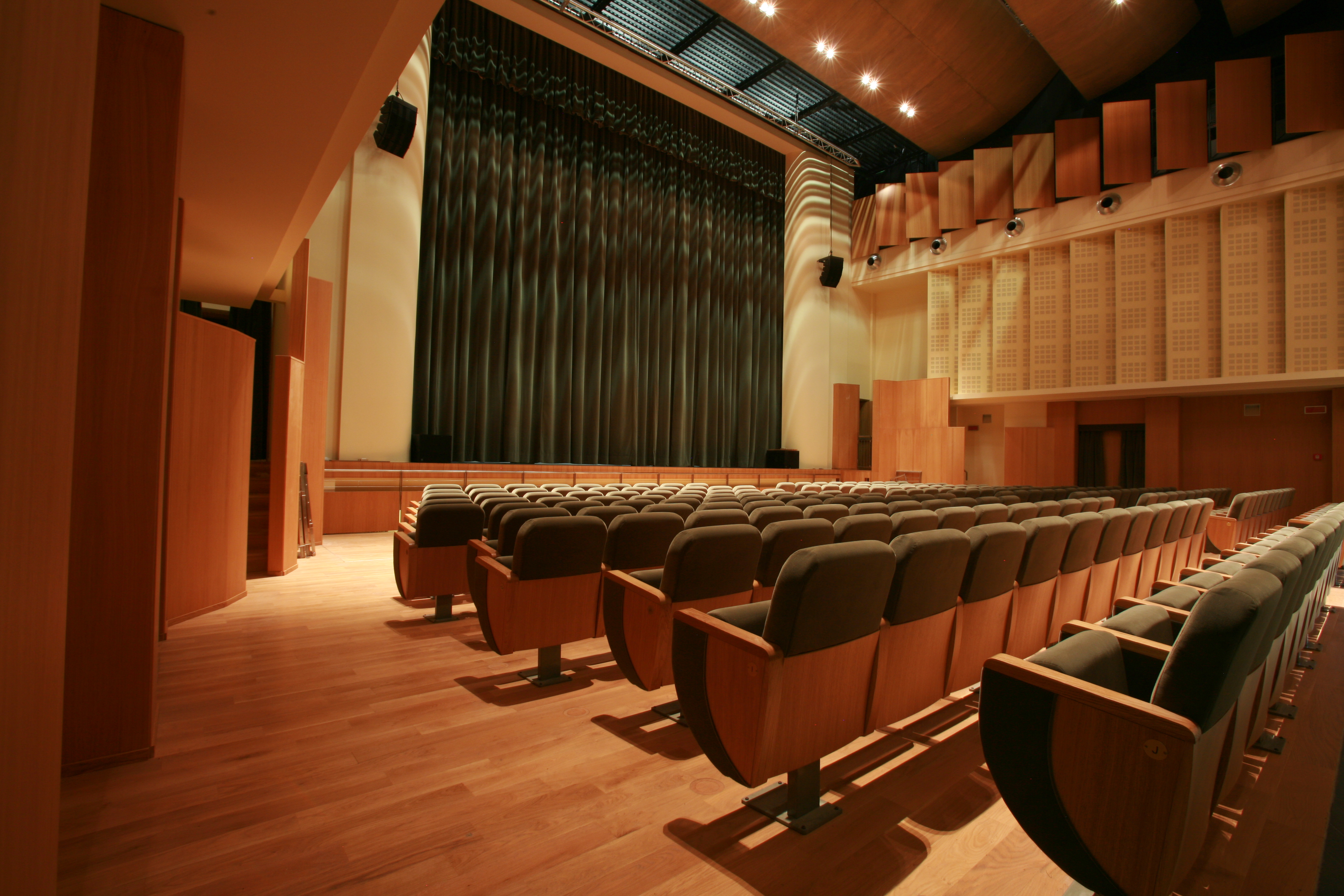
Platea
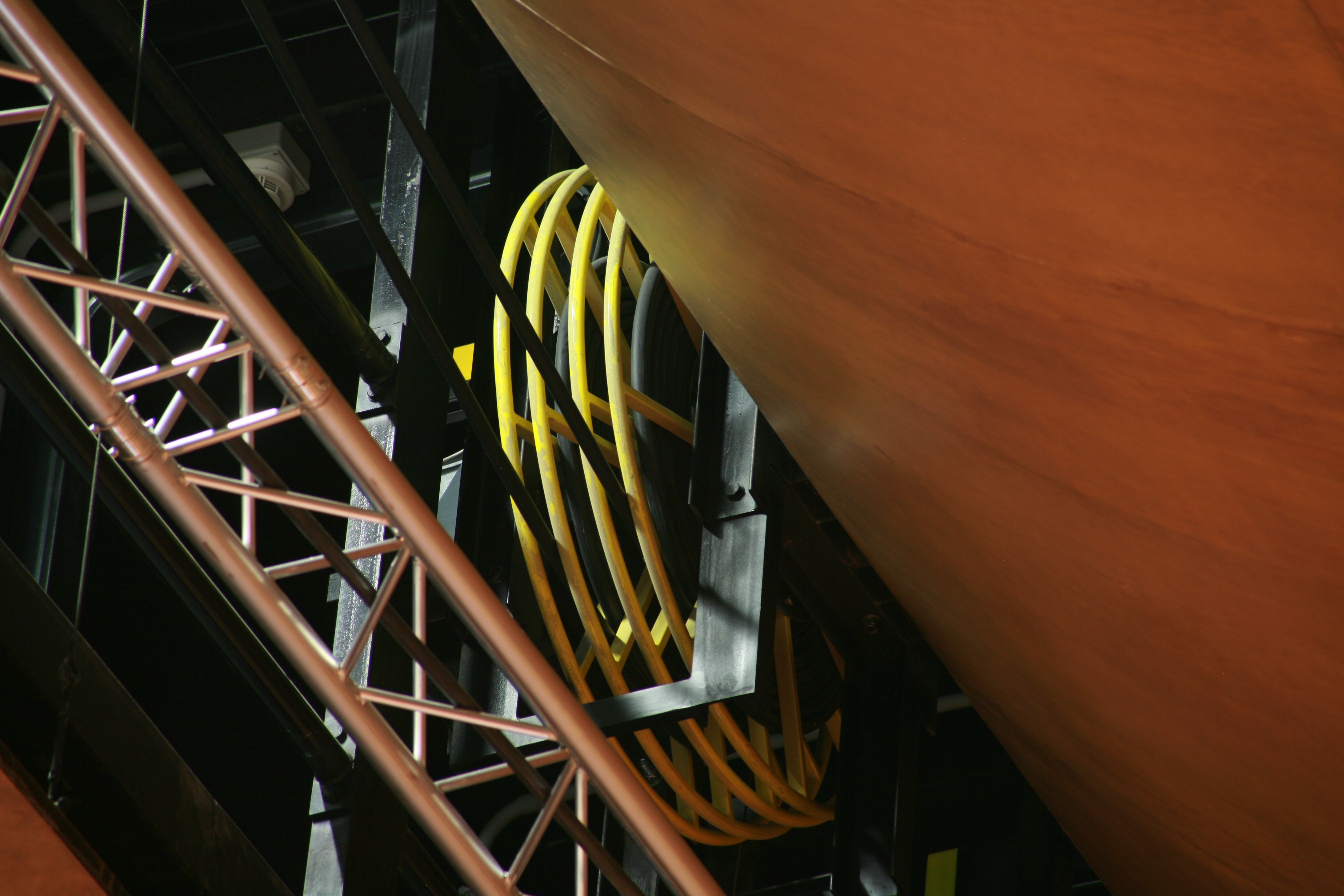
Americana di sala
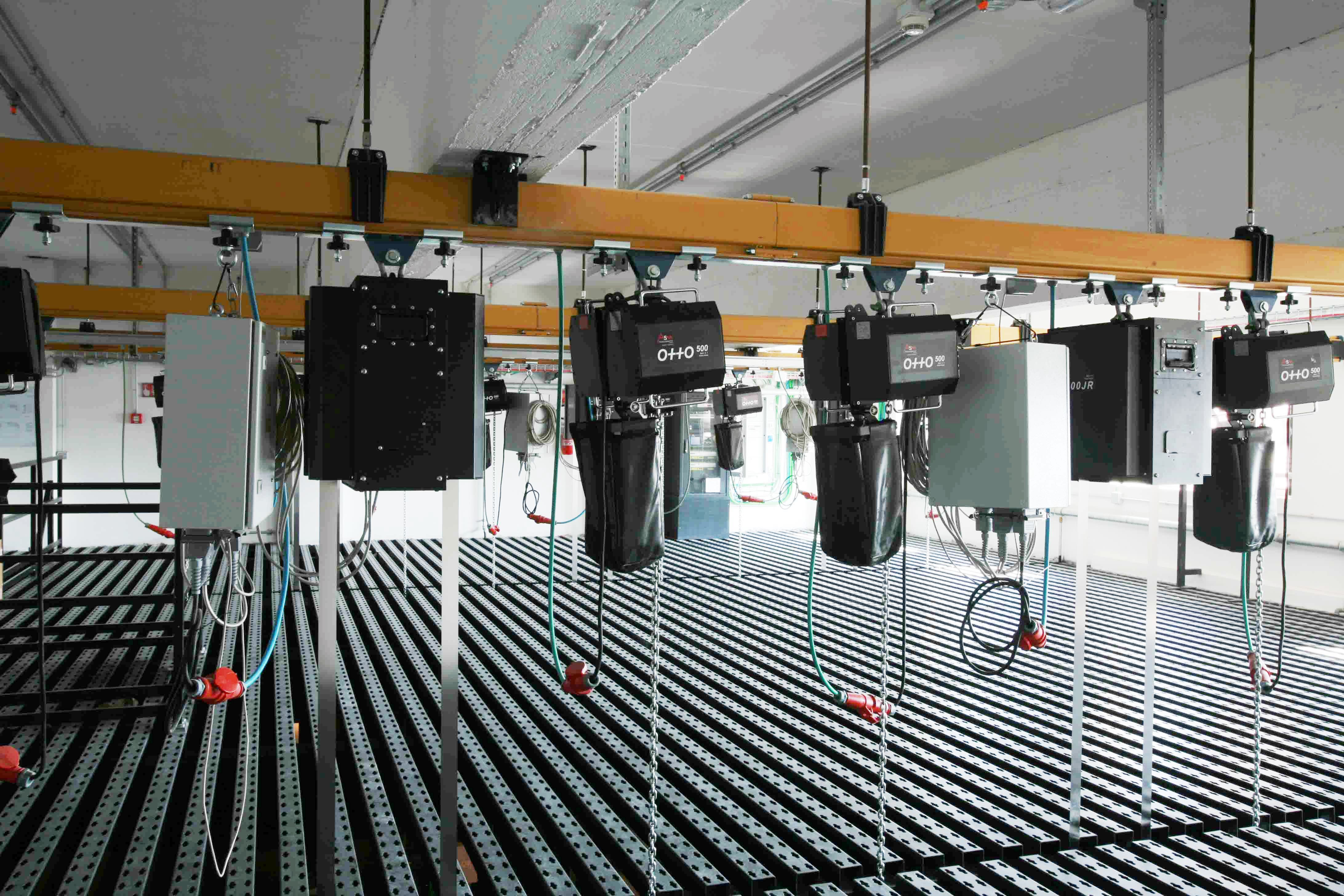
Montratt - Tiri Motorizzati
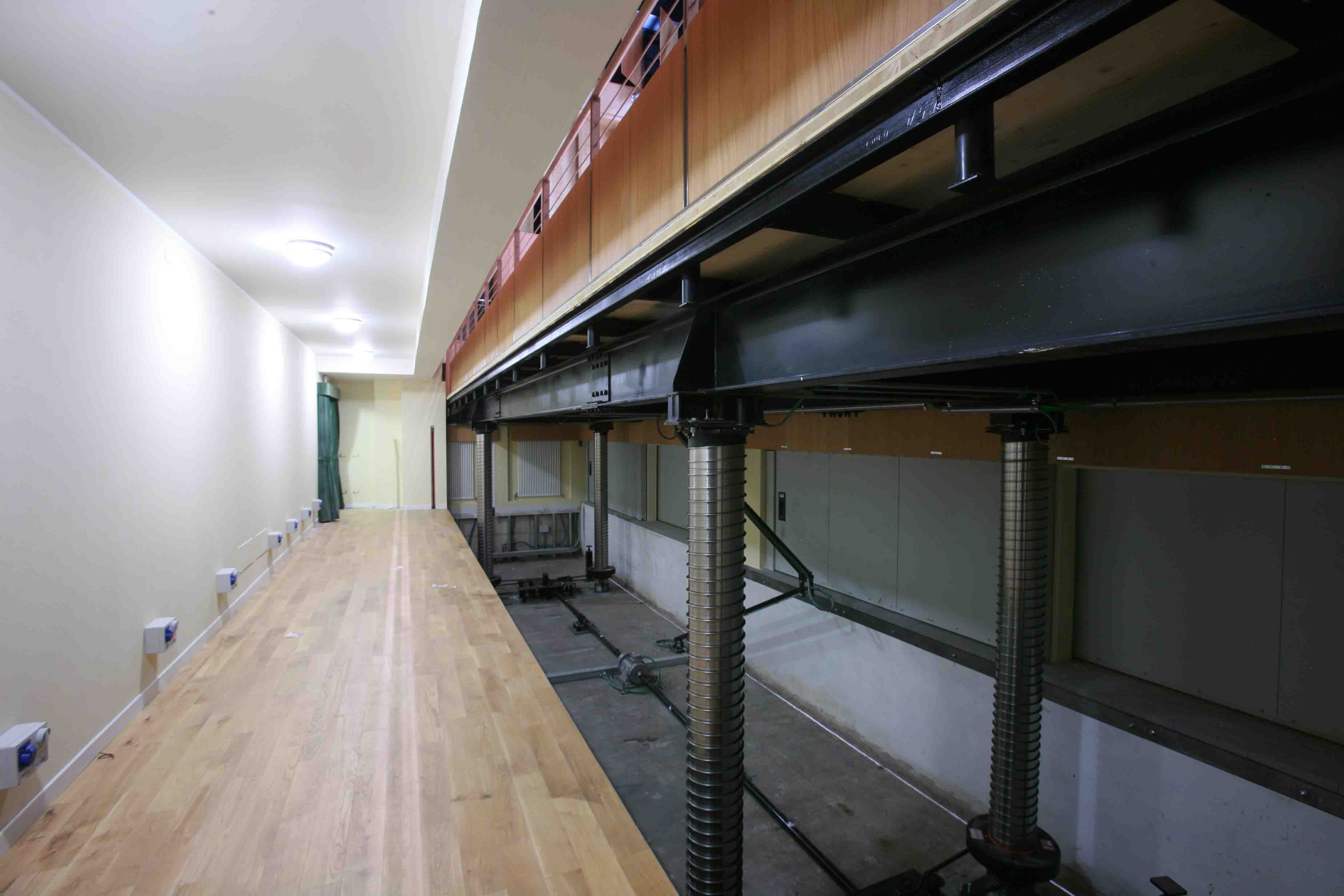
Piattaforma Fossa Orchestrale